# Alternanthera porrigens
Alternanthera porrigens är en amarantväxtart som först beskrevs av Nikolaus Joseph von Jacquin, och fick sitt nu gällande namn av Carl Ernst Otto Kuntze. Alternanthera porrigens ingår i släktet alternanter, och familjen amarantväxter. Utöver nominatformen finns också underarten A. p. porrigens.

## Bildgalleri

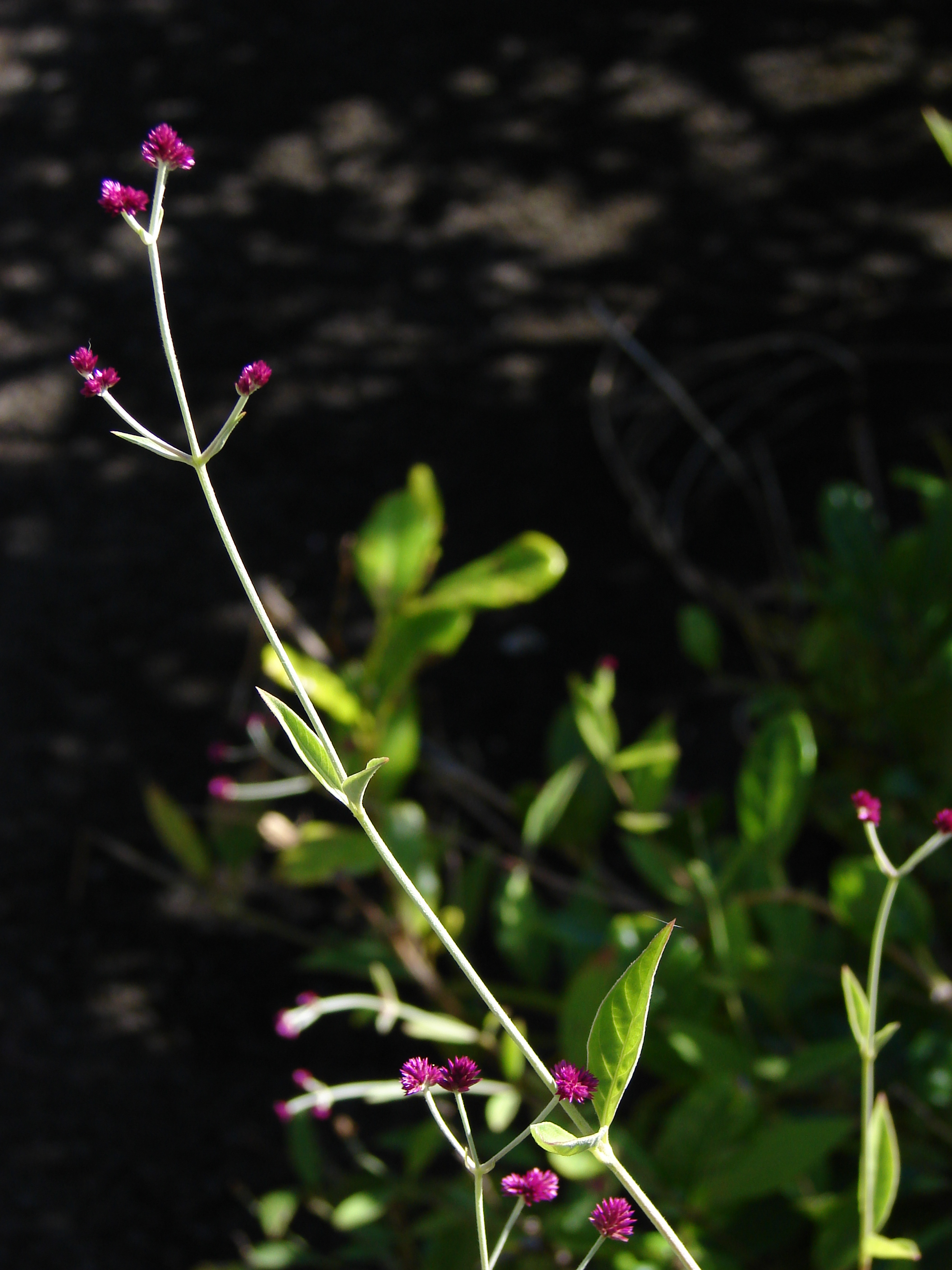
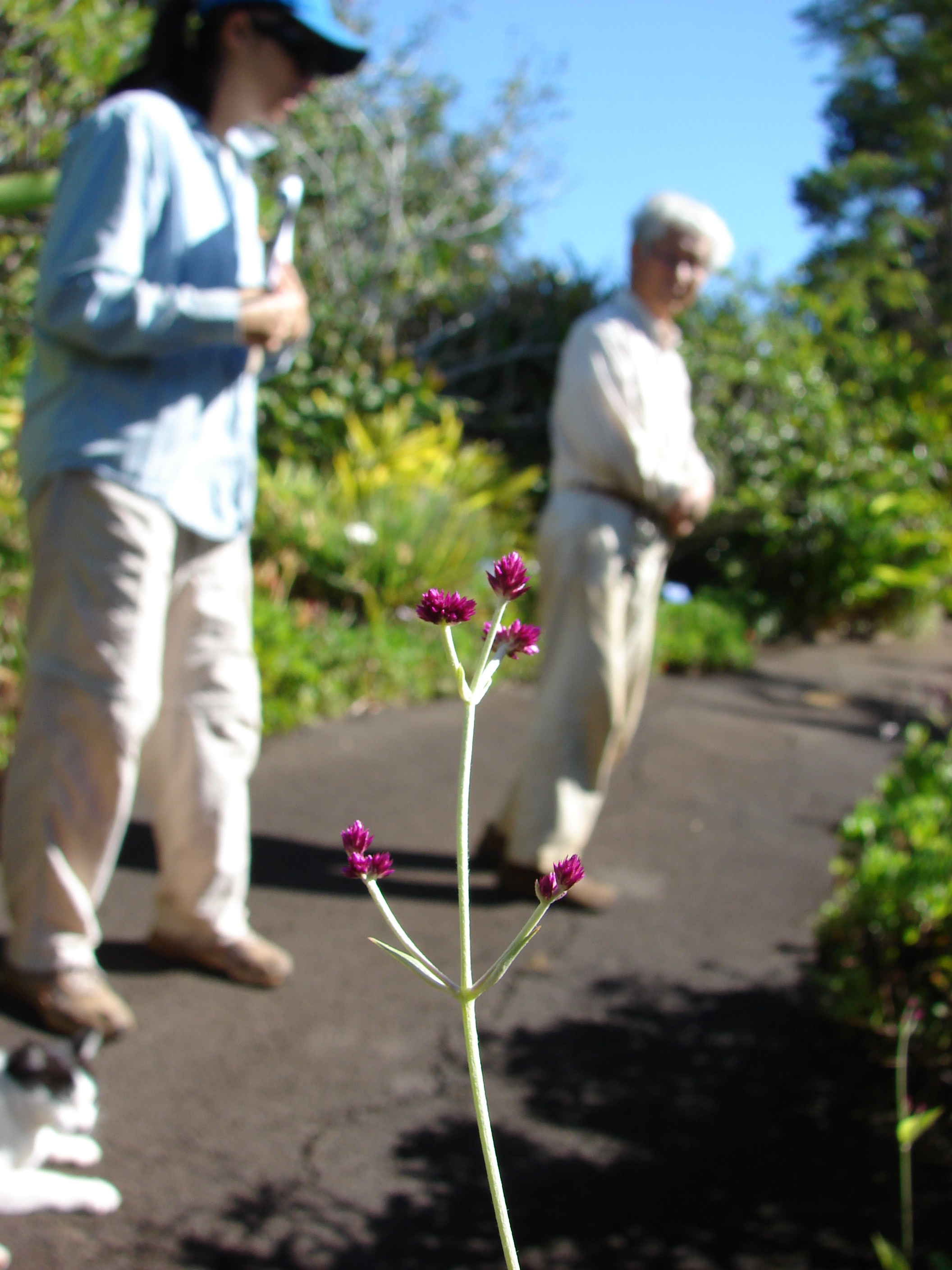